# Albstadt
Albstadt (pronunciación en alemán: /ˈalpˌʃtat/ⓘ) es una localidad alemana en el estado federado de Baden-Wurtemberg. Está localizada al pie de la Jura de Suabia, entre las ciudades de Stuttgart y el lago Constanza.

## Geografía
Esta localidad se divide administrativamente en nueve pedanías: Burgfelden, Ebingen, Laufen, Lautlingen, Margrethausen, Onstmettingen, Pfeffingen, Tailfingen y Truchtelfingen. 

## Historia
El asentamiento en la región se remonta a por lo menos a la Edad del Hierro. Un cementerio Hallstatt en Albstadt que fue excavado por los arqueólogos aficionados a finales del siglo XIX y reveló una amplia gama de cerámica y artefactos de metal. Conocido como el cementerio de "Degerfeld Barrow", una importante colección que fue construida por el anticuario local Hyronimus Edelmann que fue depositado en el Museo Británico.
Albstadt surgió como una población el 1 de enero de 1975 por una fusión de todas estas pedanías.